# Gennaro Silvestro
Gennaro Silvestro (Napoli, 6 novembre 1981) è un attore italiano.

## Biografia
È noto principalmente per il suo ruolo dell'agente Francesco Silla, nella serie televisiva di Rai 3, La squadra, personaggio che torna anche nello spinoff La nuova squadra. Ha avuto anche un ruolo nella soap opera Un posto al sole.
Nasce, però, come attore teatrale muovendo i primi passi all'interno di un Laboratorio Pratico di teatro diretto da Gaetano Liguori al Teatro Totò di Napoli.
Esordio cinematografico in Luna rossa, film del 2001 diretto da Antonio Capuano. Dal 2014 interpreta il ruolo del boss Pietro De Luca nella commedia Benvenuti in casa Esposito, liberamente tratta dall'omonimo romanzo di Pino Imperatore. Dal 2017 interpreta il ruolo di Francesco Romano nella serie I bastardi di Pizzofalcone.

## Teatrografia
- Di più non dico, con Gino Rivieccio (2001)
- Si minacciano repliche, con Gino Rivieccio - regia di Gaetano Liguori (2002)
- Commedia in famiglia, con Aldo Giuffré e Rino Marcelli - regia di Aldo Giuffré (2003)
- Il ritratto dell'abbondanza con Gianfranco Gallo (2004)
- Pera, pesca o albicocca?... con Gianni Ferreri e Caterina De Santis - regia di Gaetano Liguori (2004)
- Ci pensa mammà con Giacomo Rizzo (2007)
- Sesso chi legge con Tony Sperandeo, Rosaria De Cicco e Rosario Minervini - regia di Gaetano Liguori (2007)
- Luna nera - Romanzo di quartiere, regia di Vincenzo Liguori
- mpriesteme a mugliereta con Giacomo Rizzo (2008)
- La banda degli onesti (Versione teatrale di Mario Scarpetta) con Giacomo Rizzo (2009)
- Maschio, razza bianca... cercasi con Ciro Esposito scritto e diretto da Gennaro Silvestro
- Benvenuti in casa Esposito, scritta da Paolo Caiazzo, Pino Imperatore e Alessandro Siani - Regia di Alessandro Siani
- Colpo di scena, regia di Carlo Buccirosso (2018)

## Filmografia

### Cinema
- Luna rossa, regia di Antonio Capuano (2000)
- La volpe a tre zampe, regia di Sandro Dionisio (2001)
- Sodoma, la scissione di Napoli, regia di Genny Fenny (2011)
- 100 metri dal paradiso, regia di Raffaele Verzillo (2012)
- Troppo napoletano, regia di Gianluca Ansanelli (2016)
- Mister Felicità, regia di Alessandro Siani (2017)
- Benvenuti in casa Esposito, regia di Gianluca Ansanelli (2021)

### Televisione
- Un posto al sole, registi vari - Soap opera - Rai 3
- La squadra 6-7-8, registi vari - Serie TV - Rai 3 (2005-2007)
- La nuova squadra, registi vari - Serie TV - Rai 3 (2008)
- La nuova squadra 2, registi vari - Serie TV - Rai 3 (2009)
- Il sistema, regia di Carmine Elia - Miniserie TV - Rai 1, episodio 3 (2016)
- I bastardi di Pizzofalcone - Serie TV - Rai 1, 22 episodi (2017-2023)
- Sense8,  regia di Lana e Lilly Wachowski e J. Michael Straczynski - Serie TV - Netflix, 2x12 (2018)